# Trennung der Rechtsprechung von der Verwaltung
Der Prozess der Trennung von Verwaltung und Rechtsprechung begann in der frühen Neuzeit und endete in Deutschland in der zweiten Hälfte des 19. Jahrhunderts. Es war einerseits eine notwendige, aber nicht hinreichende Voraussetzung für die Gewaltenteilung und andererseits Ausdruck einer Spezialisierung in der Staatsorganisation.

## Vorgeschichte
Im Mittelalter war zunächst der jeweilige Herrscher selbst oberster Richter in seinem Herrschaftsgebiet. Ab dem Mainzer Landfrieden 1235 wurde auch eine Gerichtsbarkeit institutionalisiert. Auf Ebene des HRR war dies das königliche Hofgericht bzw. später das Königliche Kammergericht. Diese sprachen im Namen des jeweiligen Herrschers Recht und waren von ihm abhängig. Es entstand jedoch eine spezialisierte Richterschaft mit juristischen Kenntnissen oder zumindest Erfahrungen. Mit der Bildung des Reichskammergerichtes im Jahr 1495 entstand erstmals ein vom Herrscher unabhängiges Gericht auf Reichsebene.
Auf der Ebene der einzelnen Territorien des Reiches kam es zu einer vergleichbaren Entwicklung. Die Rechtsprechung auf der Oberen Ebene wurde zunehmend von ausgebildeten Juristen in den Regierungskanzleien übernommen. In den größeren Territorien wurden ab dem 17. Jahrhundert Hofgerichte gebildet, die im Namen der Herrscher die Rechtsprechung in der Hohen Gerichtsbarkeit übernahmen und als Appellationsgericht wirkten.
Unter Samuel von Cocceji kam es in Preußen 1749 zu einer Justizreform, dem sogenannten Ressortregiment. Damit war die Trennung von Verwaltung und Rechtsprechung auf den oberen Ebenen geschaffen. Auf Ebene der Eingangsinstanzen bestand weiterhin ein vielfältiges Bild aus Patrimonialgerichten und staatlichen Gerichten, bei denen Verwaltungs- und Gerichtsaufgaben vielfach verflochten blieben.
In Österreich regelte Erzherzogin Maria Theresia in einem Rundschreiben vom 1. Mai 1749 die Aufhebung der böhmischen und der österreichischen Hofkanzlei und die Aufteilung in eine oberste Justizstelle und Verwaltungsbehörden. Beide Maßnahmen waren einerseits durch die Ideen der Aufklärung und insbesondere Montesquieus Idee einer Gewaltenteilung inspiriert, von allem aber sollten diese Maßnahmen die Effektivität der Verwaltung heben.
Gerade in Preußen war die Idee der richterlichen Unabhängigkeit auf fruchtbaren Boden gestoßen, wie die Legende von der Mühle von Sanssouci illustriert. Diese wurde in einer Kabinettsorder vom 14. November 1786 verordnet und in dem „Allgemeinen Landrecht“ von 1794 vertieft. An der Situation in den erstinstanzlichen Gerichten änderte dies nichts. Auch außerhalb von Preußen, waren zum Ende des HRR typischerweise die Ämter Eingangsinstanz im Gerichtswesen und gleichzeitig untere Verwaltungsbehörden.

## Trennung von Verwaltung und Rechtsprechung in der französischen Revolution
Die Französische Revolution führte zu einer ersten vollständigen Trennung von Verwaltung und Rechtsprechung auf allen Ebenen. Mit dem Dekret vom 16. August 1790 wurde die Trennung von Justiz und Verwaltung angeordnet. Art. 13 des Gesetzes formulierte „Les fonctions judiciaires sont distinctes et demeureont toujours séparées des fonctions administratives“. Auch Art 3. Chap. V der Verfassung von 1791 bestätige diese Regelung genau wie das Dekret vom 24 vedémiarire III (15. Oktober 1794) “sur l’incompapabilité des fonctions administratives et judiciaires”.
Im revolutionären Frankreich wurde eine dreistufige Gerichtsbarkeit eingerichtet, die dem dreistufigen Verwaltungsaufbau entsprach. Auf Ebene des Kantons wurde erstinstanzliche Friedensgerichte eingerichtet. Auf Ebene des Arrondissements und des Départements wurden Bezirks- und Départementsgerichte gebildet. Auch war den Richtern verboten, Nebentätigkeiten auszuüben. Diese Gerichtsorganisation besteht in Frankreich grundsätzlich bis heute. Auch in den französisch besetzten Gebieten und den napoleonischen Musterstaaten wurde sie eingeführt. Auch nach 1814 blieb die Gerichtsstruktur links des Rheins bestehen. Die 1879 eingeführte heutige Gerichtsstruktur in Deutschland mit Amts-, Land- und Oberlandesgericht folgt dieser Struktur.
Nach der Schlacht bei Jena und Auerstedt kam es in Preußen zu den Stein-Hardenberg’sche Reformen. Hierbei erfolgte 1808 eine vollständige Trennung von Verwaltung und staatlicher Rechtsprechung. Lediglich im Bereich der Patrimonialgerichtsbarkeit blieben die Sphären gemischt.

## Im Deutschen Bund
Nach den Befreiungskriegen wurde die alte Ordnung wiederhergestellt. Allerdings hatten sich die Vorzüge einer einheitlichen und von der Verwaltung getrennten Gerichtsorganisation in der Praxis bewährt, so dass nahezu alle Mitgliedsstaaten des Deutschen Bundes eine solche Trennung auf mittlerer und oberer Ebene durchgeführt hatten. Insbesondere in den linksrheinische Gebieten blieb die französische Organisation bestehen.
Im Laufe der folgenden Jahrzehnte wurde in einigen Staaten (wie in Kurhessen 1821) die Trennung von Justiz und Verwaltung auch auf der unteren Ebene eingeführt. Andere Länder wie das Herzogtum Nassau hielten an gemeinsamen Verwaltungs- und Gerichtsstrukturen auf unterer Ebene fest. Im Interesse der Konsolidierung der Souveränität der Staaten wurden Schritt für Schritt Vereinbarungen mit den Standesherren getroffen, deren Patrimonialgerichtsbarkeit an den Staat zu übertragen. Aufgrund der Kleinteiligkeit dieser Gerichtsbezirke war dort eine Trennung von Verwaltungsbehörden und Rechtsprechung meist nicht möglich gewesen.

## Nach der Märzrevolution
Zu den Märzforderungen 1848 gehörte auch die Aufhebung der Patrimonialgerichte und die Trennung von Verwaltung und Rechtsprechung auf unterer Ebene. Auch wenn die Reformen der Revolutionsjahre 1848 und 1849 in der Reaktionsära meist rückgängig gemacht wurden, so galt dies nicht für die Fragen der Gerichtsorganisation. Fast alle Staaten führten in den 1850er Jahren Justizreformen durch, die einheitliche, staatliche und von der Verwaltung getrennte Eingangsgerichte vorsahen. Ausnahmen waren neben Nassau vor allem die Freien Städte. Hier blieben die traditionellen Verflechtungen zwischen den Senaten (in denen rechtsgelehrte Mitglieder vertreten waren, die wiederum die städtischen Gerichte bildeten) und Gerichten bestehen.

## Vom deutschen Krieg bis zu den Reichsjustizgesetzen
Nach dem Sieg im deutschen Krieg annektierte Preußen eine Reihe von Nachbarstaaten und führte dort auch das preußische Gerichtssystem ein, in dem Verwaltung und Justiz je bereits getrennt waren. So wurde auch in Nassau, Frankfurt oder der Landgrafschaft Homburg die Trennung eingeführt. Mit den Reichsjustizgesetzen wurde ein einheitliches Gerichtssystem in ganz Deutschland geschaffen.

## Entwicklung in einzelnen Staaten
Alphabetisch nach Landesbezeichnungen geordnet 

### Fürstentum Ansbach
Mit Patent vom 3. Juli 1795 wurde im Fürstentum Ansbach Verwaltung und Justiz getrennt. Die Verwaltung wurde nun in 6 Landkreise geteilt. Mit Patent vom 19. November 1795 und der Instruktion für sämtliche Stadtgerichte, Justizämter und Patrimonialgerichte des Fürstentums Ansbach vom 11. Juni 1797 wurden die Regelungen konkretisiert und die Justizämter eingerichtet.

### Großherzogtum Baden
1857 wurden Verwaltung und Rechtspflege unterer Instanz voneinander getrennt. Die Bezirksämter wurden reine Verwaltungseinheiten, die Rechtsprechung wurde von Amtsgerichten übernommen.

### Königreich Bayern
Die Funktion der Landgerichte älterer Ordnung als Verwaltungsbehörde und zugleich Justizorgan wurde als struktureller Fehler der bayerischen Verfassung angesehen, da damit die richterliche Unabhängigkeit berührt war. Der Richter war neben seinem Richteramt durch seine gleichzeitige Funktion als Verwaltungsbeamter weisungsgebunden. Nur in der damals zu Bayern gehörenden Pfalz bestanden schon seit 1816 Landkommissariate neben den Landgerichten.
Um diesen Mangel zu beheben, wurde am 10. Januar 1861 im Königreich das bayrische Gerichtsverfassungsgesetz erlassen. Dieses Gesetz ermöglichte die Trennung von Justiz und Verwaltung. Ab 1862 wurden die administrativen Verwaltungsaufgaben aus den Landgerichten herausgelöst und auf die neu geschaffenen Bezirksämter übertragen. Gleichzeitig wurde auch die Rechtspflege auf der unteren Ebene von der Justiz getrennt und für die nichtstreitige (freiwillige) Gerichtsbarkeit ab dem 1. Juli 1862 ständige Notariate eingerichtet. Die verbleibenden Rechtspflegeeinrichtungen behielten zunächst die Bezeichnung Landgericht (sie werden in der Literatur meist nicht von den Landgerichten älterer Ordnung unterschieden).

### Bremen
In Bremen wurde die Trennung der Rechtsprechung von der Verwaltung nach der Märzrevolution im Jahr 1849 umgesetzt, siehe Gerichtsorganisation der Freien Hansestadt Bremen.

### Freie Stadt Frankfurt
In der Freien Stadt Frankfurt wurde die Trennung der Rechtsprechung von der Verwaltung mit dem Organischen Gesetz von 1855 umgesetzt.

### Königreich Hannover
Die allgemeine Landesverwaltung übte zugleich auch Aufgaben der unteren Gerichtsbarkeit aus.
Im Königreich Hannover bestanden im Jahr 1852 insgesamt 274 Untergerichte. Dies waren 162 Ämter, 64 Patrimonialgerichte und 48 Magistrate.
Nach der Revolution von 1848 wurde im Königreich Hannover in einer Großen Justizreform die Rechtsprechung von der Verwaltung getrennt und die Patrimonialgerichtsbarkeit abgeschafft.
Das Amtsgericht wurde daraufhin mit der Verordnung vom 7. August 1852 die Bildung der Amtsgerichte und unteren Verwaltungsbehörden betreffend als königlich hannoversches Amtsgericht gegründet. Die Amtsgerichte waren 16 Obergerichten untergeordnet.

### Großherzogtum Hessen
Als Kaiser Franz I. der Landgrafschaft Hessen-Darmstadt zum 11. Mai 1747 ein „privilegium de non appellando illimitatum“  verlieh, war Bedingung dafür unter anderem, dass der Landgraf eine eigene oberste Rechtsinstanz für sein Territorium einrichtete. Er gründete dafür 1747 das Oberappellationsgericht Darmstadt als ein von der Verwaltung unabhängiges Gericht.
In einem nächsten Schritt wurden mit dem Organisations-Edikt vom 12. Oktober 1803 das Hofgericht Darmstadt und das Hofgericht Gießen als von der Verwaltung unabhängige Gerichte und mittlere Instanz geschaffen und so auch hier Rechtsprechung und Verwaltung getrennt.

Den Abschluss fand die Entwicklung, als 1821 die Ämter in den rechtsrheinischen Provinzen Starkenburg und Oberhessen aufgelöst, für die zuvor von ihnen wahrgenommenen Aufgaben der Verwaltung Landratsbezirke und für die von ihnen bis dahin wahrgenommenen Aufgaben erstinstanzlicher Rechtsprechung Landgerichte eingerichtet wurden. In der kleinsten Provinz des Großherzogtums – Rheinhessen – war diese Trennung von Anfang an gegeben, da diese als ehemals französisches Territorium die fortschrittlichen französischen Rechtseinrichtungen und Rechtsvorschriften mitbrachte und auch behielt. Hier lag die Zuständigkeit für die Rechtsprechung erster Instanz lag bei Friedensgerichten. 

### Herzogtum Nassau
Mit § 12 der Verordnung vom 22. Februar 1867 wurde nach der Annexion Nassaus durch Preußen die Trennung von Verwaltung und Justiz angeordnet. Diese war im Herzogtum Nassau nicht gegeben. Die Ämter waren sowohl Verwaltungsbezirke als auch Gerichte erster Instanz. Mit Verordnungen vom 26. Juni 1867 und 21. August 1867 wurde die Justizfunktion den neu geschaffenen Amtsgerichten übertragen.

### Reuß jüngerer Linie
1848 wurde das Oberste Landesjustizkollegium organisatorisch von der Landesregierung getrennt und damit ausschließlich für die Rechtsprechung zuständig. 1855 wurde es in Appellationsgericht Gera umbenannt. Auf der Ebene der Eingangsgerichte erfolgte die Trennung der Verwaltung (die Kreise) und der Rechtsprechung (der Justizämter) 1852.

### Schleswig und Holstein
Nach der im Deutschen Krieg 1866 erfolgten preußischen Annexion des Herzogtums Holstein wurden dort wie auch im Herzogtum Schleswig am 1. September 1867 Rechtspflege und Verwaltung völlig getrennt.

### Schwarzburg-Sondershausen
Durch eine Höchste Verordnung, die Trennung der Rechtspflege von den übrigen Geschäften der Staatsverwaltung betreffend vom 24. September 1841 wurde ab 1. April 1842 ein Landesjustizkollegium als oberste Justizbehörde für das Fürstentum eingerichtet.